# Cratere Michelson
Michelson è un grande cratere lunare di 123,14 km situato nella parte nord-orientale della faccia nascosta della Luna.